# Landskrona Elverk

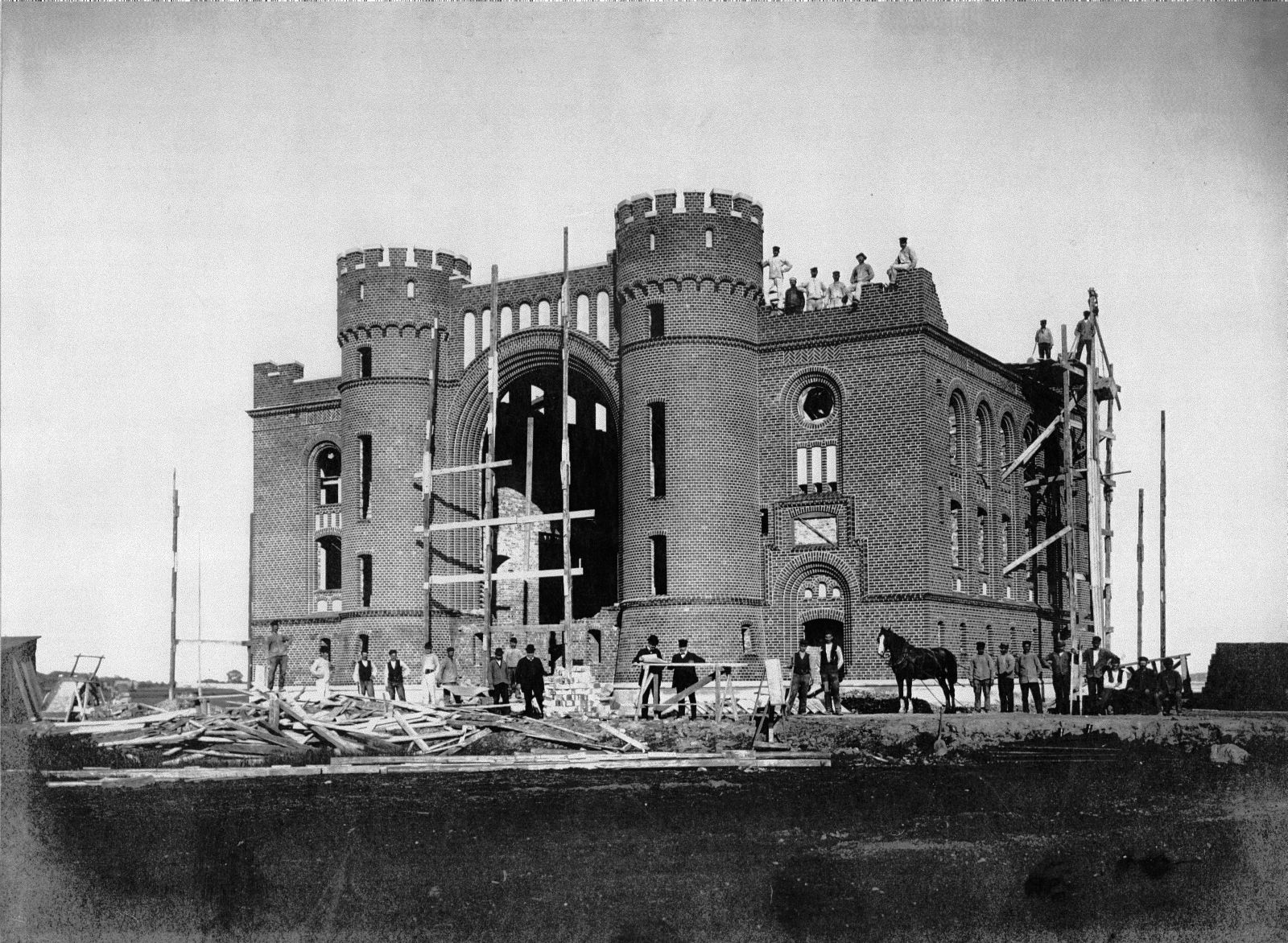
Landskrona elverk under uppförande.

Landskrona elverk är ett elektricitetsverk beläget i på Industrivägen i Landskrona. Det hundraårsjubilerade i november 2008.

## Historia
I början av 1900-talet ökade medborgarnas och företagarnas aktiviteter i Landskrona, fler skepp använde hamnen och mer energi behövdes till den framväxande industrin.
1904 hade företagsledare börjat undersöka möjligheterna att från Landskrona få billig energi från Lagan, dock ansåg de att sträckan var för lång för att bygga erforderliga kraftledningar till Landskrona. Samtidigt skedde en liknande industriell tillväxt längs stora delar av västkusten och ett samarbete påbörjades.

### Utredningarna

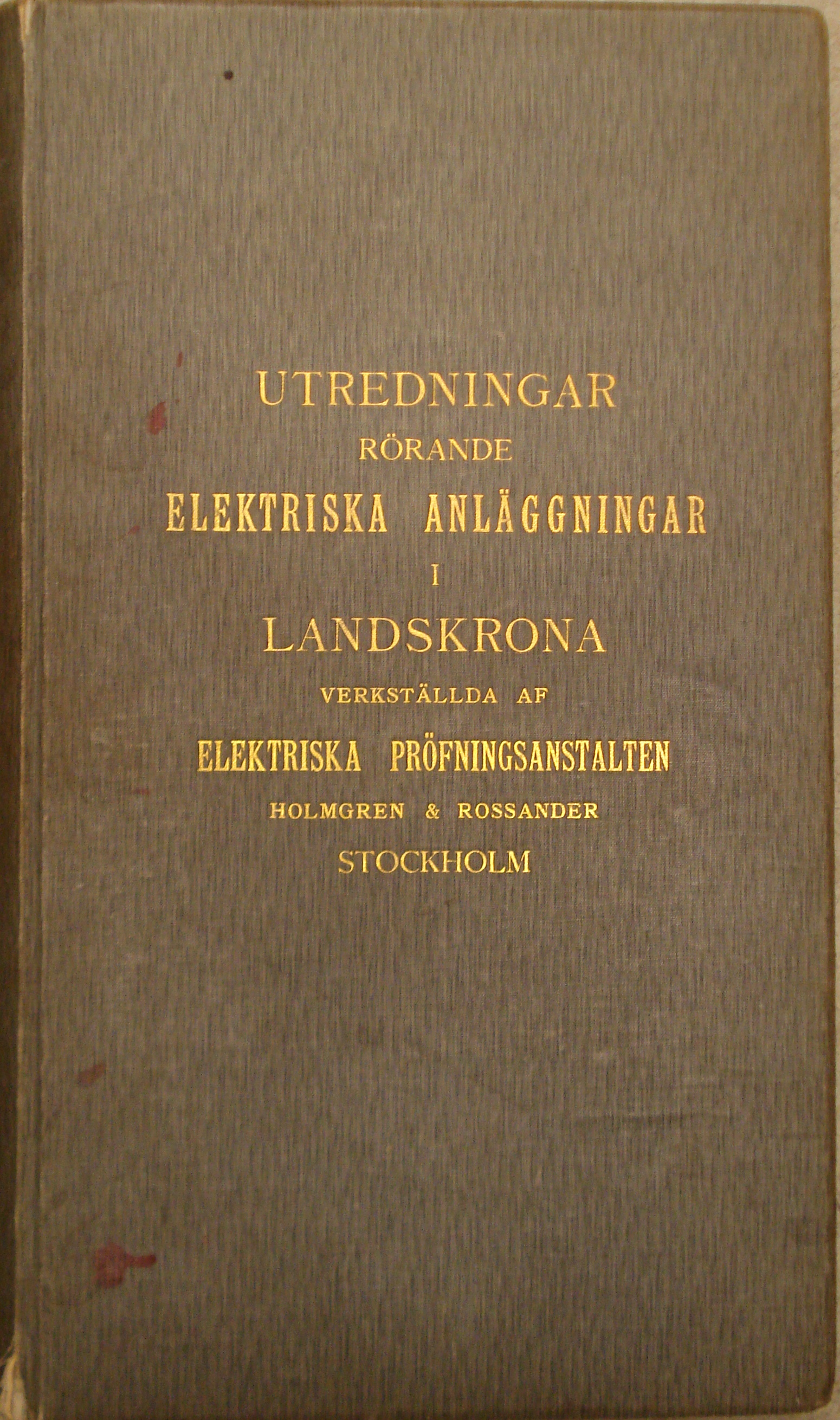
Utredning för bygget av Landskrona elverk

Landskronaföretagarna beställde av en konsultutredning om möjligheter och kostnader, den gjordes av Elektriska prövningsanstalten Holmgren & Rossander i Stockholm. 
I utredningen så
- jämförde man lokalt producerad el från bensin, diesel och fjärrproduktion från Lagan,
- gjordes det individuella kalkyler på 51 stycken fabrikers effekt- och energibehov, samt deras eventuella förtjänst vid anslutning,
- beräknades belastningskurvor - variationer under dygnets timmar och hur man skulle avhjälpa topparna i produktionen.
- kalkylerades vad elpriset max kunde vara för att det skulle vara konkurrenskraftigt gentemot andra tekniker, såsom gasmotorer,
- resonerades om man skulle använda sig av jordkablar eller luftledningar.

Utredningen föreslog:
- byggnadens utformning,
- instrumentering - kontrolltavla av marmor och dess bestyckning av mätinstrument och brytare
- maskineri, där man jämförde olika omformare och transformatorer
- ackumulatorbatterier
- ledningsnät, förläggningen av matare-, fördelnings- och servis-ledningar i staden, man dimensionerade för 7000 lampor

Stadens gator klassificerades:
- första klass, 1,7 lampor/löpmeter, Norra långgatan, Gamla torget, Järnvägsgatan söder om Borgmästaregatan, Kungsgatan norr om Drottninggatan, Östergatan norr om samma gata, Stora norregatan mellan torget och Norra långgatan
- andra klass, 1 lampa/löpmeter, övriga delar av Kungs- Öster- och Stora Norrgatorna, Borgmästare-, Rådmans-, Drottning, Nygatorna samt Norra infartsgatan
- tredje klass, 0,5 lampa/löpmeter, öfriga gator äro räknade som tredjeklassens.

Det handlade om var det skulle belysas mest .
Slutordet i utredningen:
| ”                                                                                                 | Vi anse därför anläggandet af ett dylikt elektricitetsverk vara ett företag, som icke innebär någon som helst risk, och vi vilja härvidlag särskildt framhålla att vi icke på minsta sätt räknat med några särskildt gynsamma siffror, utan tvärtom alltid sökt hålla oss på den säkra sida, d.v.s hällre uppskatta utgifterna för högtoch inkomsterna för lågt än tvärtom. De resultat, hvartill vi vid beräkningarna kommit torde således i verkligheten lätt nog komma att uppnås och öfverträffas | „ |
| – Stockholm den 7 december 1905 Elektriska pröfningsanstalten Holmgren & Rossander, Carl Holmgren | |   |

### Byggnation
22 september 1905, väckte direktör C Tranchell en motion om att staden skulle sluta avtal om leverans av elektrisk energi. Detta skulle ske via "Sydsvenska Elektriska Aktiebolaget", ett samarbete mellan Halmstad, Helsingborg, Landskrona, Lund och Malmö
Bolaget skulle förvärva vattenfall i Lagan samt anlägga kraftstationer där. Bolaget kom sedermera att heta Sydsvenska Kraftaktiebolaget.
Stadsarkitekt Fredrik Sundbärg som fick uppdraget att rita byggnaden var samme arkitekt som ritat Tuppaskolan, Gamla Vattentornet, Lasarettet, Landskrona Teater, Gamla Brandstationen och Örenäs slott. Elverkets utformning skulle likna en borg och ingjuta en känsla av styrka, stabilitet och trygghet. 
Den 27 december 1905  beslöt stadsfullmäktige att teckna aktier för 225 000 kronor i det gemensamma bolaget samt att abonnera på en effekt om 300 hästkrafter.
1906 bordlades frågan om ett nytt elverk - i väntan på en klargörande om 50 eller 60 Hz skulle bli den framtida standarden.
1907 hade teknikfrågan klarnat och man beslöt bygga ett stadsägt elektricitetsverk jämte fördelningsnät för 2x220 volt likström samt ett fördelningsnät för högspänning 3000 volt växelström till de industriella kunderna. Man kunde inte leverera tillräckligt jämn kvalité via växelström och därför laddade man stora batteribankar med likström som sedan försåg staden med en jämnare energi. Dieselmotorerna användes som reserv för att driva generatorer när matningen från Lagan fallerar. Redan från början var rollfördelningen klar: att Elverket stod för distributionsnätet i staden och fristående el-entreprenörer ombesörjde fastighetsnäten.
Bygget påbörjades i november 1907 och man körde provdrift i oktober 1908.
De två först anställda var förstemaskinst Ernst Anton Larsson som tjänade 150 kr / månad, samt andremaskinist, dieselmontör F.E Eriksson som tjänade 125 kr / månad. Vidare fick de förbinda sig att ej tillhöra någon fackförening, eftersom den fackliga rörelsen var på frammarsch och det då aktuella Amaltheadådet gjorde att man ville säkra sig mot onödiga störningar i elproduktionen